# Málta zászlaja
A máltai zászló a helyiek legendái szerint igen nagy történelmi múltra tekinthet vissza, azonban mégis a szigetcsoport hivatalos lobogójaként csak az ország függetlensége óta, 1964. szeptember 21-e óta szerepel. A lobogó függőlegesen két egyenlő részre van felosztva. A bal fél fehér színű, míg a jobb oldal piros. A fehér rész bal felső sarkában egy különleges motívum látható, a György-kereszt. 

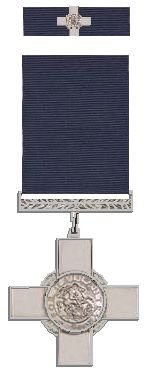
A György-kereszt

## Története
A máltaiak hagyományaiban ősi gyökerekből táplálkozik a mai nemzeti zászló. A történet szerint a lobogó két alapszíne, a piros-fehér a normann Hauteville-ház címeréből származik. Ez a nemesi család, akiket Itáliában gyakran Altavilla néven ismernek, a 11. század elején elfoglalta az araboktól Szicíliát, majd Roger gróf 1091-ben Máltára is kiterjesztette a család hatalmát. A hagyomány szerint a gróf zászlaja piros-fehér kockákból állt, és a gróf annyira megszerette a sziget lakóit, hogy mikor elhagyta a szigetet, zászlajának alsó, kétszínű darabkáját a máltaiaknak adta. Ez a két kocka látható kinagyítva mind a mai napig a sziget lobogóján. A két szín hasonló formában csak a régi főváros két jogutódának, Mdinának és Rabatnak a címerében szerepel.

## György-kereszt
A György-kereszt érdemrendet VI. György brit uralkodó alapította 1940-ben. Azok a közösségek illetve magánszemélyek érdemelték ki a magas rangú elismerést, amelyek vagy akik a második világháború alatt bátorságukról és hősiességükről meggyőző tanúságot adtak. 1943. december 28-án a király döntésére Málta egész népe, kollektíve megkapta ezt az elismerést. Az érdemrendet a Brit Nemzetközösségben mindenütt igen nagy tisztelet övezi, ezért ebben az évben a szigetország nemzeti lobogójára is felkerült, igaz akkor még kék háttérrel.

Amikor 1964-ben London úgy döntött, hogy elismeri a déli fekvésű szigetek függetlenségét, a máltai kormány nem változtatott alapvetően a sziget lobogóján. Mindössze a kék hátteret cserélték le, és a György-keresztnek piros keretet adtak. A zászlóhoz hasonlóan a címeren is szerepel.

## Máltai zászlók a brit fennhatóság idején

Málta brit koronagyarmat zászlaja 1875-ig
Málta brit koronagyarmat zászlaja (1875-1898)
Málta brit koronagyarmat zászlaja (1898-1923)
Málta brit koronagyarmat zászlaja (1923-1943)
Málta brit koronagyarmat zászlaja (1943-1964)
Málta brit koronagyarmat nem hivatalos zászlaja (1943-1964)

## A függetlenség utáni zászlók

Málta zászlaja a függetlenséget követően (1964 óta)
II. Erzsébetet, mint az ország királynőjét (Queen of Malta) képviselő máltai főkormányzó (Governor-General of Malta) zászlaja 1964-1974 között, amikor az ország nemzetközösségi monarchiaként perszonálunióban állt Nagy-Britanniával.

## Külső hivatkozások
- Málta zászlaja a Világ zászlói (Flags of the World) weboldalon